# Nephoneura capensis
Nephoneura capensis är en insektsart som först beskrevs av Fabricius 1781.  Nephoneura capensis ingår i släktet Nephoneura och familjen fjärilsländor. Inga underarter finns listade i Catalogue of Life.